# Fircrest (Washington)
Fircrest est une ville américaine située dans le comté de Pierce, dans l'État de Washington. Selon le recensement de 2020, sa population est de 7 156 habitants.